# Discurso (sociología)
En el ámbito de la sociología el discurso es una generalización de la noción de conversación a cualquier forma de comunicación. El discurso es un tema importante en la teoría social, con trabajos que abarcan campos como la sociología, la antropología, la filosofía continental y el análisis del discurso. Siguiendo el trabajo pionero de Michel Foucault, estos campos ven el discurso como un sistema de pensamiento, conocimiento o comunicación que construye nuestra experiencia del mundo. Dado que el control del discurso equivale a controlar cómo se percibe el mundo, la teoría social a menudo estudia el discurso como una ventana al poder. Dentro de la lingüística teórica, el discurso se entiende más estrechamente como intercambio de información lingüística y fue una de las principales motivaciones para el marco de la semántica dinámica, en la que las denotaciones de las expresiones se equiparan con su capacidad para actualizar un contexto discursivo.

## Teoría social
En las humanidades generales y las ciencias sociales, el discurso describe una forma formal de pensar que puede expresarse a través del lenguaje. El discurso es un límite social que define qué declaraciones se pueden decir sobre un tema. Muchas definiciones de discurso se derivan en gran medida del trabajo del filósofo francés Michel Foucault. En sociología, el discurso se define como "cualquier práctica (que se encuentra en una amplia gama de formas) mediante la cual los individuos infunden significado a la realidad".
La ciencia política considera que el discurso está estrechamente vinculado a la política y la formulación de políticas. Asimismo, diferentes teorías entre diversas disciplinas entienden el discurso como vinculado al poder y al estado, en la medida en que el control de los discursos se entiende como un dominio sobre la realidad misma (por ejemplo, si un estado controla los medios, ellos controlan la "verdad"). En esencia, el discurso es ineludible, ya que cualquier uso del lenguaje tendrá un efecto en las perspectivas individuales. En otras palabras, el discurso elegido proporciona el vocabulario, las expresiones y, quizás, incluso el estilo. Necesitaba comunicarse. Por ejemplo, se pueden utilizar dos discursos notablemente distintos sobre varios movimientos guerrilleros , describiéndolos como " luchadores por la libertad " o " terroristas ".
En psicología, los discursos están incrustados en diferentes géneros retóricos y metagéneros que los restringen y habilitan: el lenguaje hablando sobre el lenguaje. Esto se ejemplifica en el Manual Diagnóstico y Estadístico de los Trastornos Mentales de APA, que habla de los términos que tienen que ser utilizados al hablar de salud mental, con lo que la mediación de significados y dictando las prácticas de los profesionales de la psicología y la psiquiatría.

### Modernismo
Los teóricos modernos se centraron en lograr el progreso y creían en la existencia de leyes naturales y sociales que podrían usarse universalmente para desarrollar el conocimiento y, por lo tanto, una mejor comprensión de la sociedad. Tales teóricos estarían preocupados por obtener la "verdad" y la "realidad", buscando desarrollar teorías que contuvieran certeza y predictibilidad.  Los teóricos modernistas, por tanto, veían el discurso como relativo al habla o la forma de hablar y entendían que el discurso era funcional. Las transformaciones del lenguaje y del discurso se atribuyen al progreso o la necesidad de desarrollar palabras nuevas o más "precisas" para describir nuevos descubrimientos, comprensiones o áreas de interés. En los tiempos modernos, el lenguaje y el discurso se disocian del poder y la ideología y, en cambio, se conceptualizan como productos "naturales" del uso del sentido común o del progreso. El modernismo dio lugar además a los discursos liberales de derechos, igualdad, libertad y justicia; sin embargo, esta retórica enmascara la desigualdad sustantiva y no tuvo en cuenta las diferencias, según Regnier.

### Estructuralismo (Saussure & Lacan)
Los teóricos estructuralistas, como Ferdinand de Saussure y Jacques Lacan, sostienen que todas las acciones humanas y formaciones sociales están relacionadas con el lenguaje y pueden entenderse como sistemas de elementos relacionados. Esto significa que los "elementos individuales de un sistema sólo tienen importancia cuando se consideran en relación con la estructura en su conjunto, y que las estructuras deben entenderse como entidades autónomas, autorreguladas y autotransformantes".: 17  En otras palabras, es la estructura misma la que determina la importancia, el significado y la función de los elementos individuales de un sistema. El estructuralismo ha hecho una contribución importante a nuestra comprensión del lenguaje y los sistemas sociales. La teoría del lenguaje de Saussure destaca el papel decisivo del significado y la significación en la estructuración de la vida humana de manera más general.

### Postestructuralismo (Foucault)
Siguiendo las limitaciones percibidas de la era moderna, surgió la teoría posmoderna. Los teóricos posmodernos rechazaron las afirmaciones modernistas de que había un enfoque teórico que explicaba todos los aspectos de la sociedad. Más bien, los teóricos posmodernistas estaban interesados en examinar la variedad de experiencias de individuos y grupos y enfatizaron las diferencias sobre similitudes y experiencias comunes.
En contraste con la teoría moderna, la teoría posmoderna es más fluida, permitiendo diferencias individuales ya que rechaza la noción de leyes sociales. Estos teóricos se alejaron de la búsqueda de la verdad y, en cambio, buscaron respuestas sobre cómo se producen y sostienen las verdades. Los posmodernistas sostenían que la verdad y el conocimiento son plurales, contextuales y se producen históricamente a través de discursos. Por lo tanto, los investigadores posmodernos se embarcaron en analizar discursos como textos, lenguaje, políticas y prácticas.

### Foucault
En las obras del filósofo Michel Foucault, un discurso es “una entidad de secuencias, de los signos, ya que son enouncements ( énoncés ).”  El enunciado ( l'énoncé , “el enunciado”) es una construcción lingüística que permite al escritor y al hablante asignar significado a las palabras y comunicar relaciones semánticas repetibles a, entre y entre los enunciados, objetos o sujetos. del discurso. Existen relaciones internas entre los signos (secuencias semióticas) que se encuentran entre los enunciados, objetos o sujetos del discurso. El término formación discursiva identifica y describe declaraciones escritas y habladas con relaciones semánticas que producen discursos. Como investigador, Foucault aplicó la formación discursiva al análisis de grandes cuerpos de conocimiento, por ejemplo, economía política e historia natural.
En La Arqueología del Conocimiento (1969), tratado sobre la metodología e historiografía de los sistemas de pensamiento (“epistemes”) y de conocimiento (“formaciones discursivas”), Michel Foucault desarrolló los conceptos de discurso. El sociólogo Iara Lessa resume la definición de discurso de Foucault como "sistemas de pensamientos compuestos por ideas, actitudes, cursos de acción, creencias y prácticas que construyen sistemáticamente los sujetos y los mundos de los que hablan". Foucault rastrea el papel del discurso en la legitimación del poder de la sociedad para construir verdades contemporáneas, mantener dichas verdades y determinar qué relaciones de poder existen entre las verdades construidas; por tanto, el discurso es un medio de comunicación a través del cual las relaciones de poder producen hombres y mujeres que pueden hablar.
La interrelación entre poder y conocimiento convierte a toda relación humana en una negociación de poder, porque el poder está siempre presente y, por lo tanto, produce y constriñe la verdad. El poder se ejerce a través de reglas de exclusión (discursos) que determinan qué temas pueden discutir las personas; cuándo, dónde y cómo puede hablar una persona; y determina qué personas pueden hablar. Que el conocimiento es tanto el creador de poder como la creación de poder, Foucault acuñó el término poder-conocimiento para mostrar que un objeto se convierte en un "nodo dentro de una red" de significados. En La arqueología del conocimiento , el ejemplo de Foucault es la función de un libro como nododentro de una red de significados. El libro no existe como un objeto individual, sino como parte de una estructura de conocimiento que es "un sistema de referencias a otros libros, otros textos, otras oraciones". En la crítica del poder-conocimiento, Foucault identificó al neoliberalismo como un discurso de economía política que se relaciona conceptualmente con la gubernamentalidad , las prácticas organizadas (mentalidades, racionalidades, técnicas) con las que se gobierna a las personas.
El interdiscurso estudia las relaciones semánticas externas entre los discursos, porque un discurso existe en relación con otros discursos, por ejemplo, libros de historia; así, los investigadores académicos debaten y determinan "¿Qué es un discurso?" y "¿Qué no es un discurso?" de acuerdo con las denotaciones y connotaciones (significados) utilizados en sus disciplinas académicas.